# Holur, Kolar
Holur là một làng thuộc tehsil Kolar, huyện Kolar, bang Karnataka, Ấn Độ.